# Cerchio di stelle

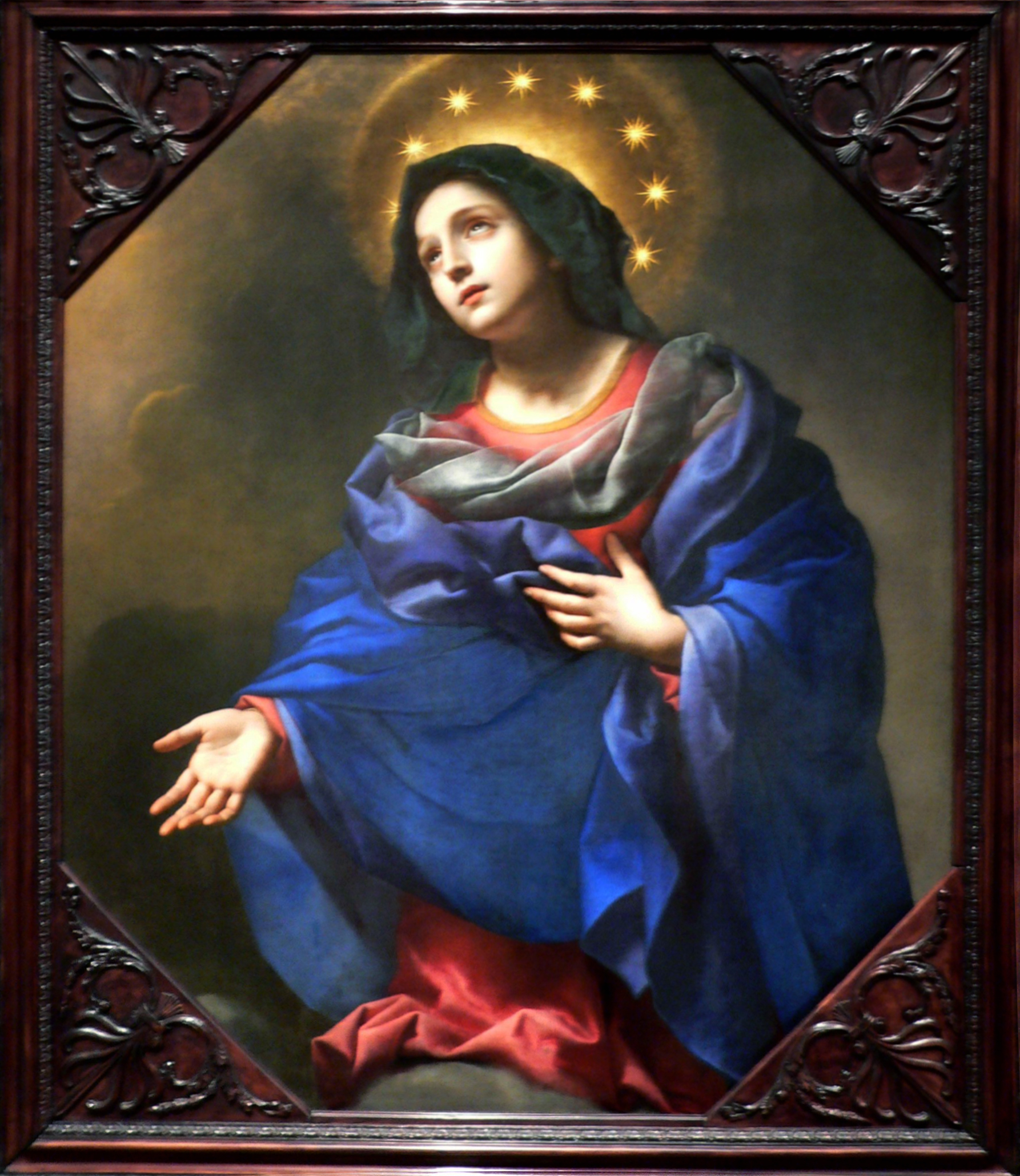
Carlo Dolci, Madonna in Gloria, c. 1670, olio su tela, Stanford Museum, California

Un cerchio di stelle è un motivo usato in bandiere, sigilli e cartelli a rappresentare spesso i concetti di unità, solidarietà e armonia. Appare anche in motivi iconografici legati alla Donna dell'Apocalisse così come nell'arte allegorica barocca che a volte raffigura la Corona dell'immortalità.

## Donna dell'Apocalisse

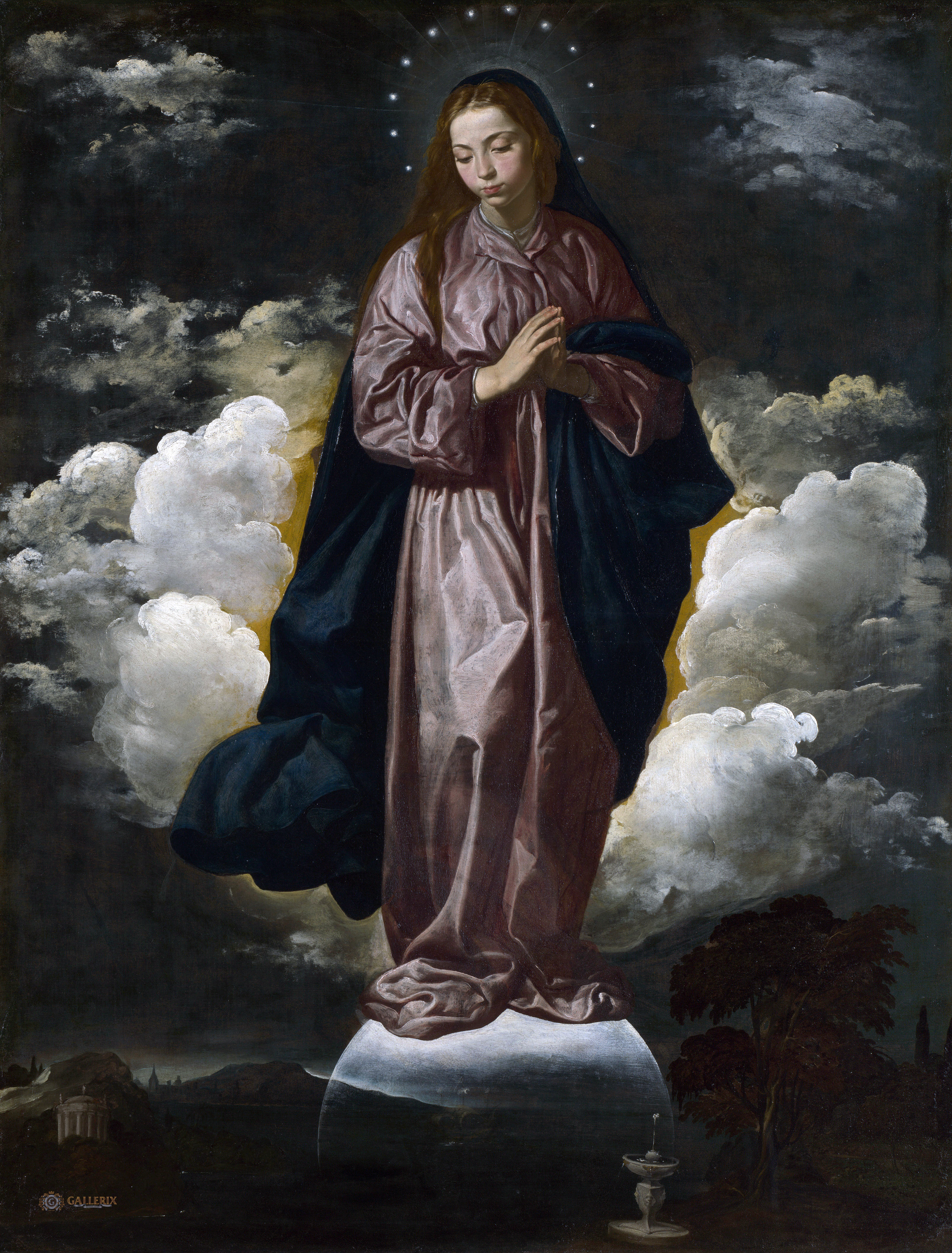
L'Immacolata Concezione di Diego Velázquez 1618

Il Libro dell'Apocalisse del Nuovo Testamento (12: 1, 2 e 5) descrive la donna dell'Apocalisse: Nel cielo apparve poi un segno grandioso: una donna vestita di sole, con la luna sotto i suoi piedi e sul suo capo una corona di dodici stelle. Era incinta e gridava per le doglie e il travaglio del parto. [...] Essa partorì un figlio maschio, destinato a governare tutte le nazioni con scettro di ferro, e il figlio fu subito rapito verso Dio e verso il suo trono. Nella tradizione cattolica è stata identificata con la Beata Vergine Maria, soprattutto in relazione all'Immacolata Concezione. Maria è spesso raffigurata con una corona o un cerchio di stelle.
La dottrina sull'Immacolata Concezione era alquanto controversa nella chiesa medievale e l'Ufficio liturgico per la festa fu istituito solo nel 1615. Nel 1649, Francisco Pacheco (suocero di Velázquez ) pubblicò la sua Arte della pittura stabilendo con fermezza l'iconografia corretta dettagliata per i dipinti della Vergine dell'Immacolata Concezione, che includeva il cerchio di stelle (fu anche consigliere dell'inquisizione a Siviglia su questioni artistiche). Fu seguito da Murillo e dalla sua scuola in moltissimi dipinti e influenzò rappresentazioni non spagnole.

## Bandiera dell'Europa
La bandiera dell'Europa, adottata per la prima volta dal Consiglio d'Europa, è composta da 12 stelle dorate in un cerchio su sfondo blu. Le stelle simboleggiano gli ideali di unità, solidarietà e armonia tra i popoli d'Europa. Il numero di stelle non ha nulla a che fare con il numero di paesi membri, sebbene il cerchio sia un simbolo di unità.
Arsène Heitz, uno dei disegnatori della bandiera, nel 1987 ha rivelato che la sua ispirazione era la corona di dodici stelle della Donna dell'Apocalisse, spesso presente nell'iconografia mariana moderna.. Paul M. G. Lévy, il funzionario ufficiale responsabile del processo di progettazione, ha negato qualsiasi ispirazione religiosa per il disegno della bandiera.

## Zodiaco

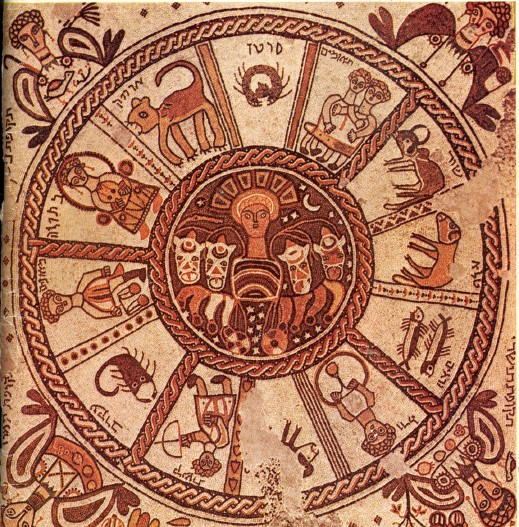
Sinagoga del VI secolo Zodiac, Beit Alpha, Israele

Lo Zodiaco è un antico cerchio di stelle. Alcune stelle sono simbolicamente combinate nei dodici segni zodiacali noti anche come costellazioni. L'etimologia del termine Zodiaco deriva dal latino zōdiacus, dal greco ζῳδιακός [κύκλος], che significa "[cerchio] di animali", derivato da ζῴδιον, diminutivo di ζῷον "animale".

## Corona dell'immortalità
La corona dell'immortalità è un motivo (e una metafora ) primitivo che è raffigurato per mezzo di un cerchio di stelle. È stato ampiamente utilizzato sin dalla Chiesa primitiva come metafora della ricompensa dei martiri, ma non sono raffigurati nell'arte indossando un cerchio di stelle. Nell'arte l'uso è principalmente nelle composizioni allegoriche barocche e in quelle con Arianna.

## Galleria d'arte

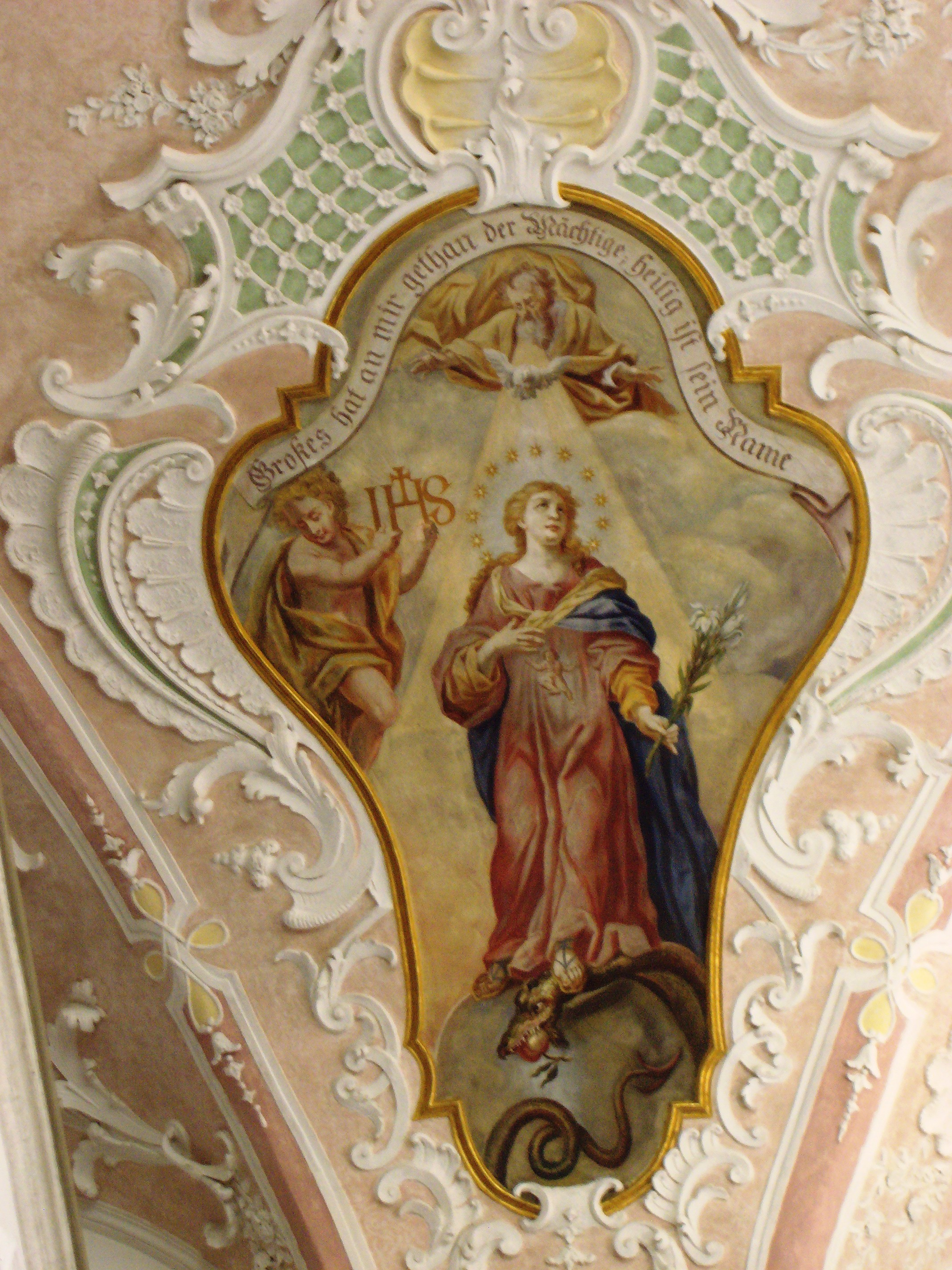
Affresco sulla volta della Chiesa dell'Annunziata a Fuchstal, in Baviera nel distretto di Landsberg, Germania.
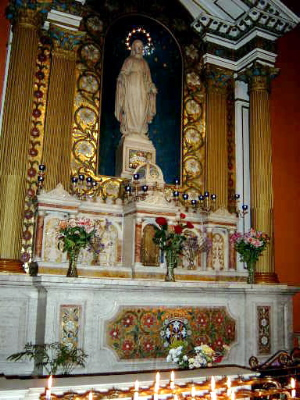
Statua della Vergine Maria nella Procattedrale di Santa Maria, Dublino.
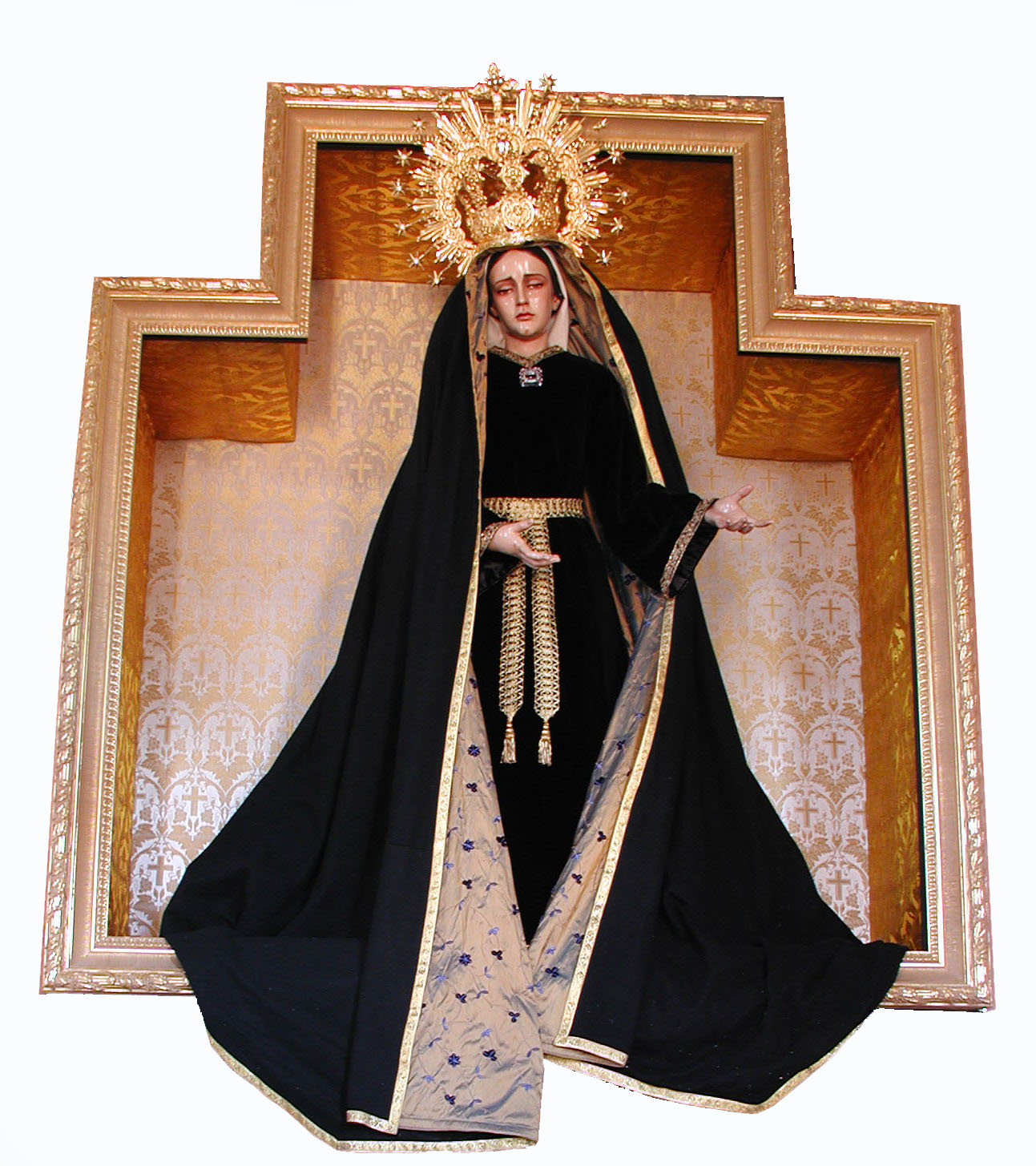
Statua della Madonna Addolorata nella chiesa dell'eremo a Warfhuizen, Paesi Bassi.
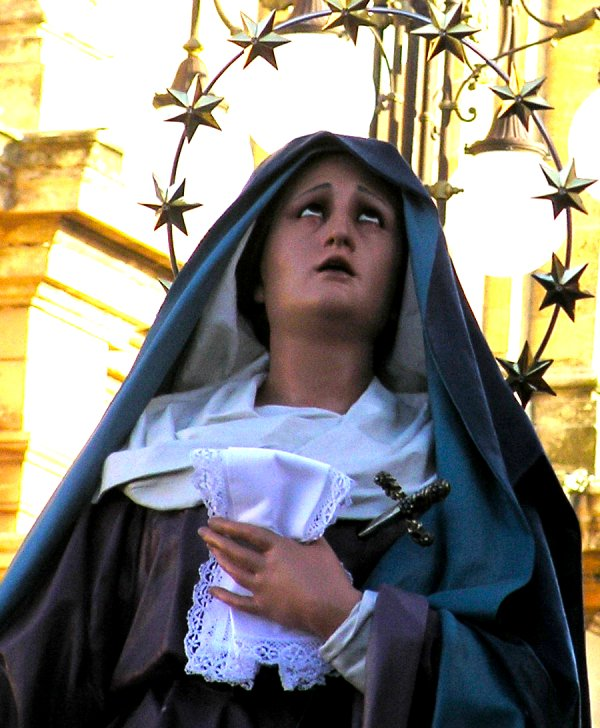
La statua della Madonna Addolorata, Żejtun, Malta.
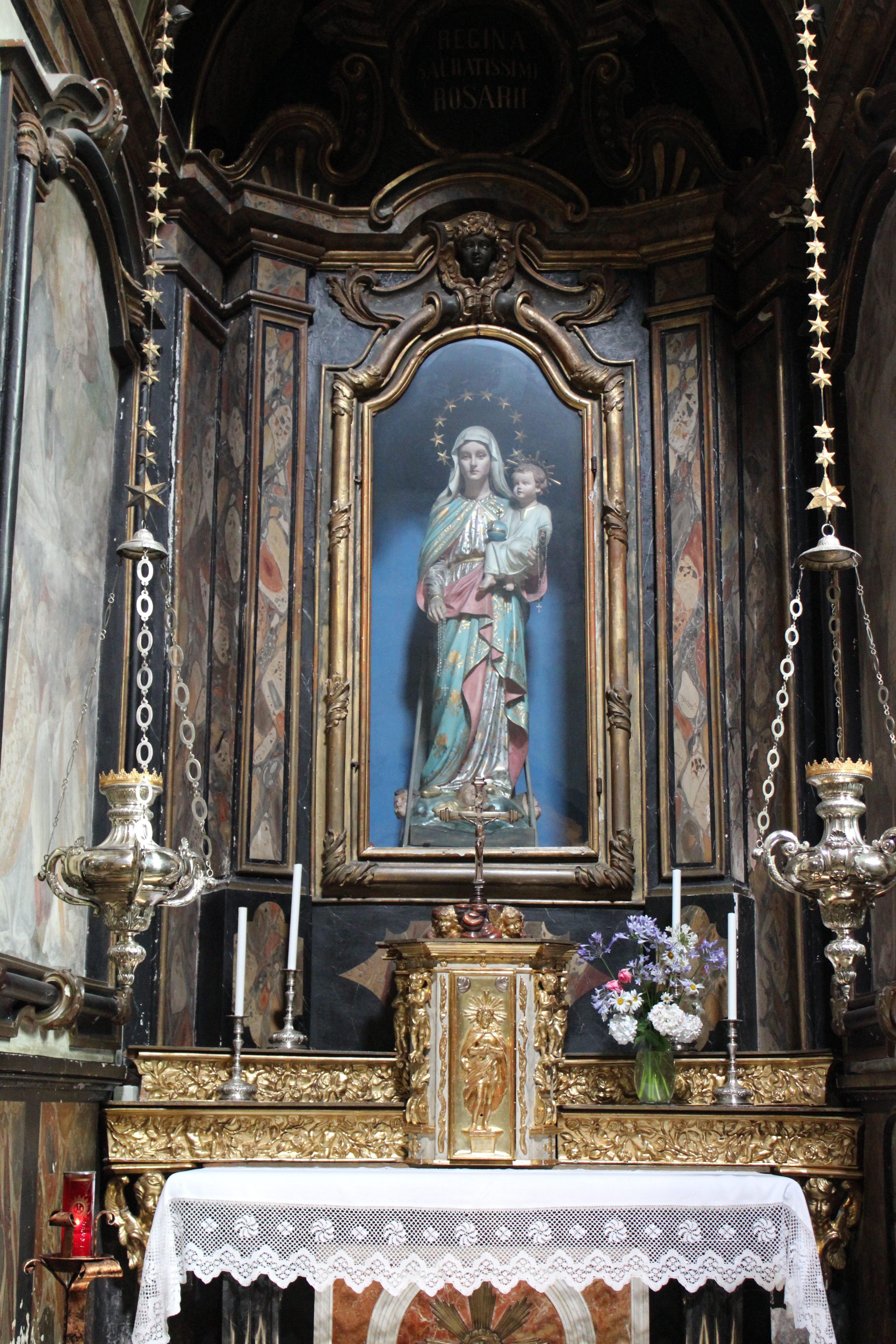
Basilica della Beata Vergine Maria di San Giulio, Orta, Italia
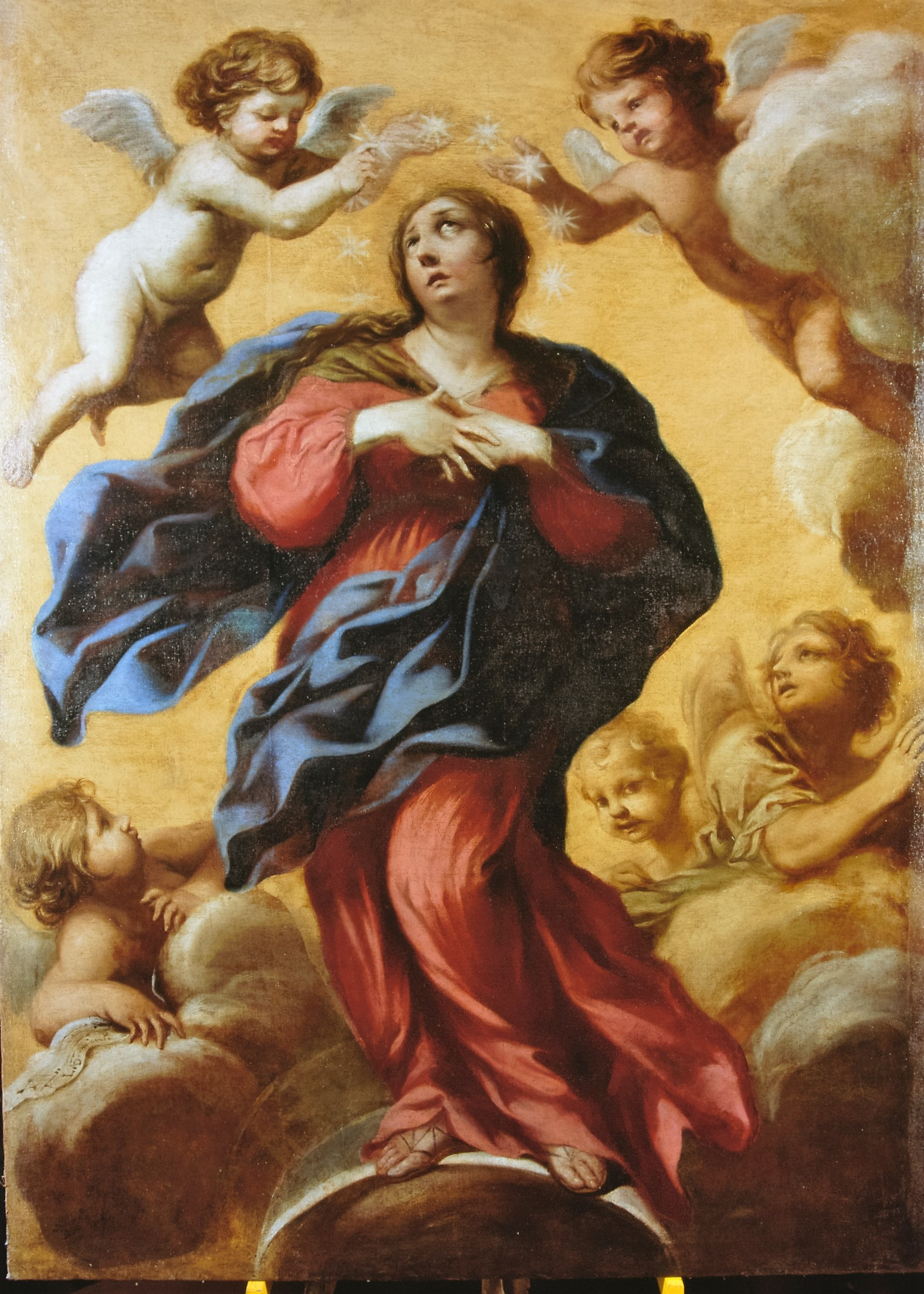
Giacomo Farelli - Immacolata Concezione
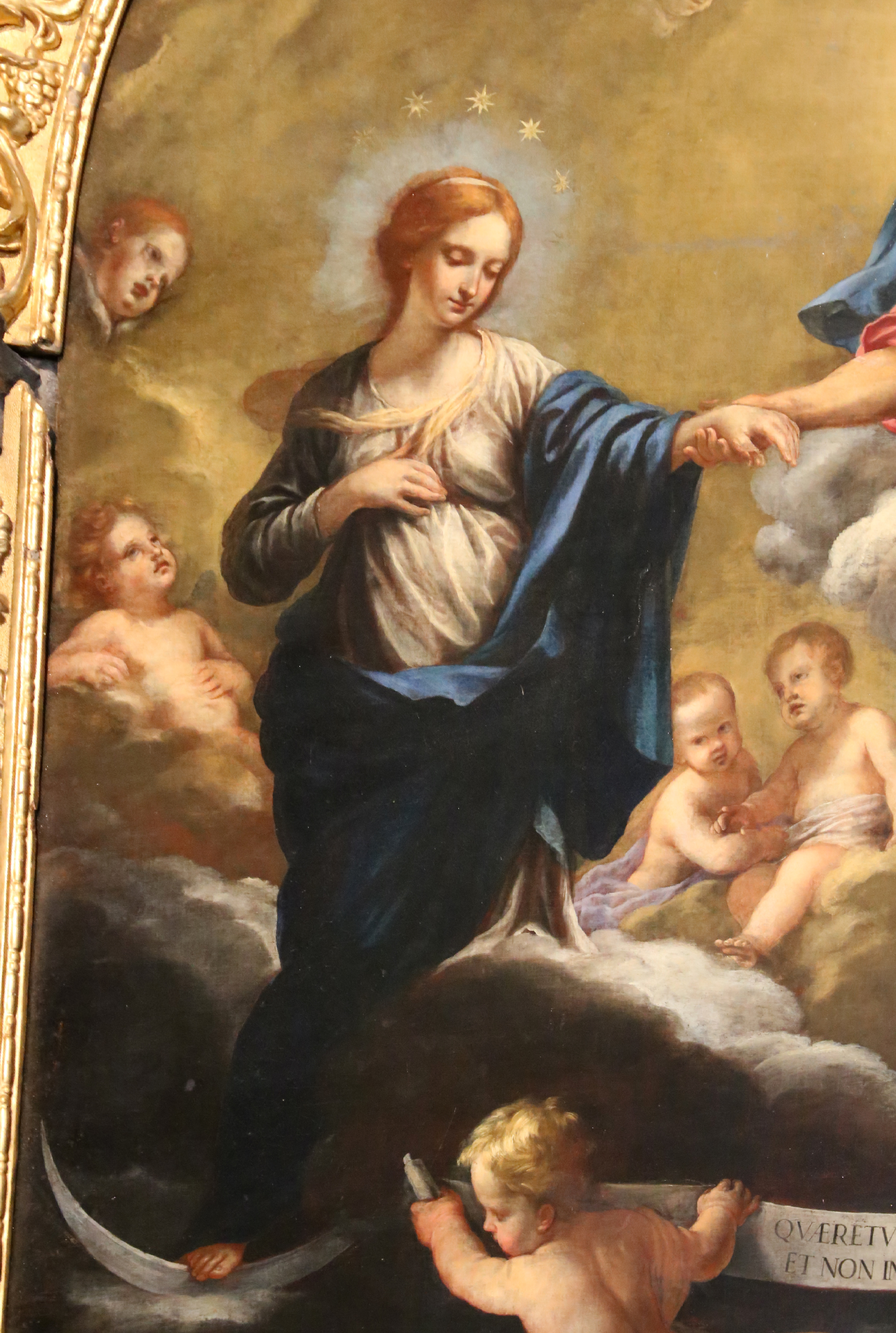
Vincenzo Dandini, immacolata concezione, 1671 ca.
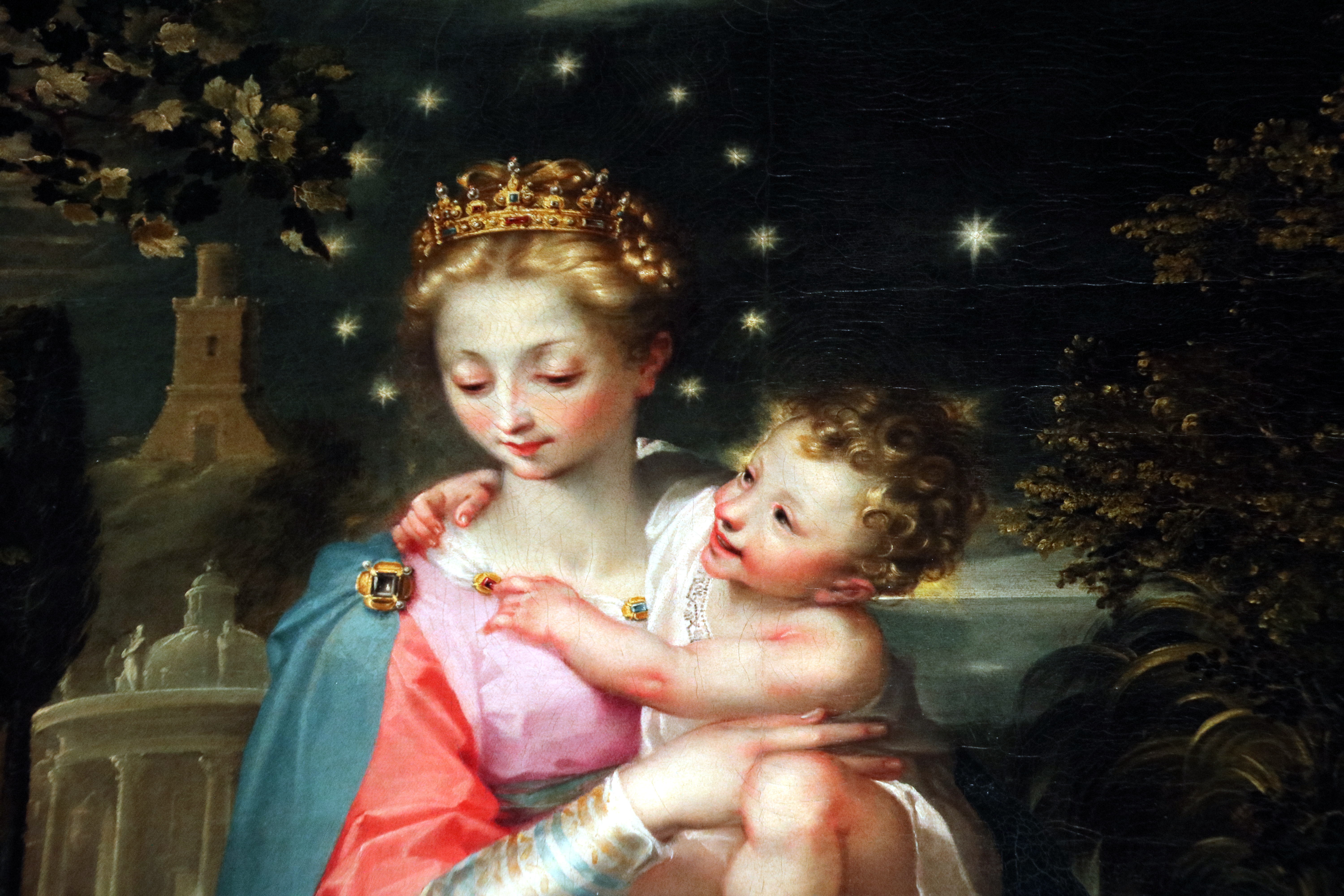
Francesco Vanni, Immacolata Concezione, 1588, dettaglio.
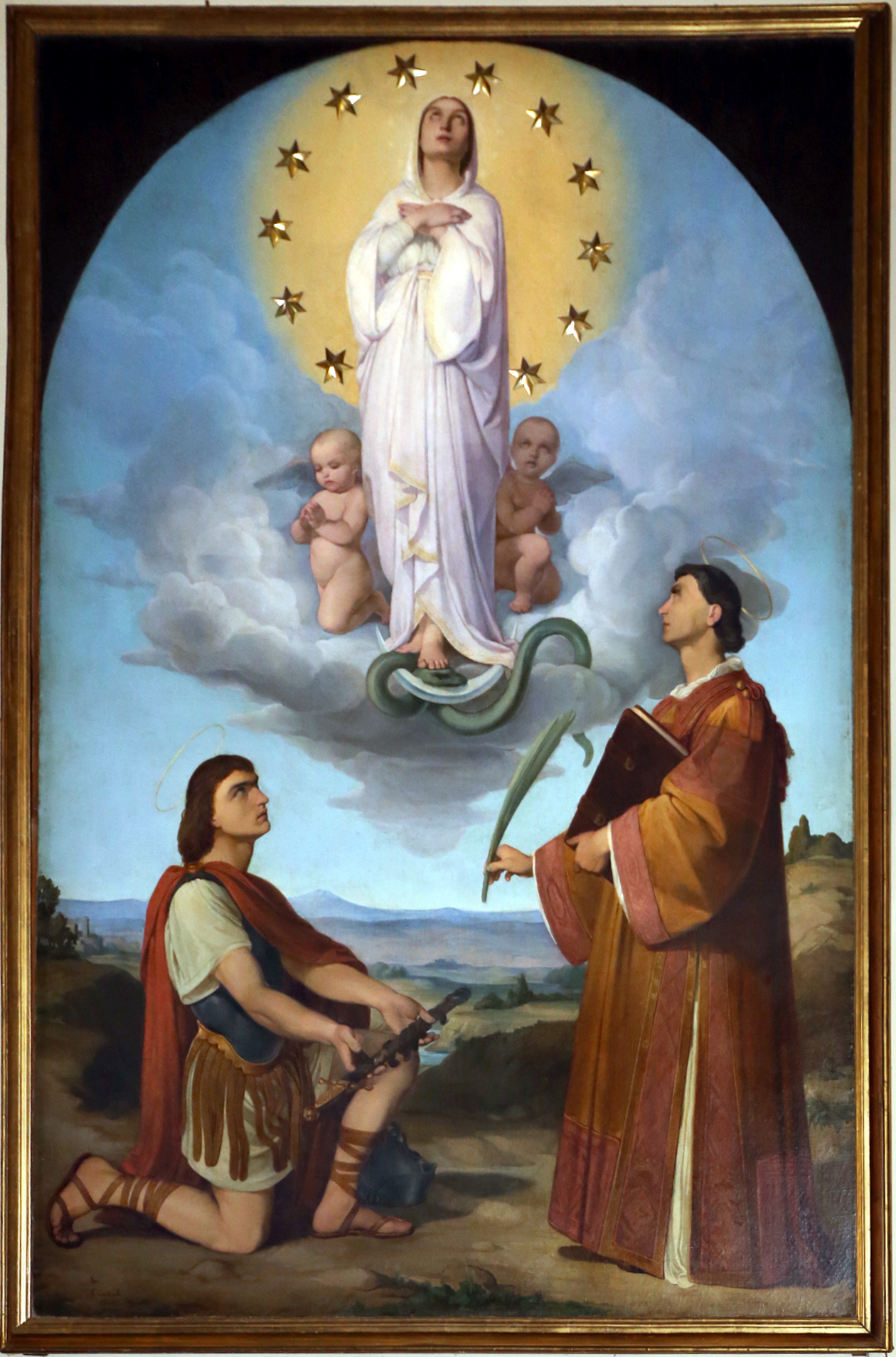
Amos Cassioli, Immacolata Concezione tra i santi Giuliano e Vincenzo diacono, 1856.jpg
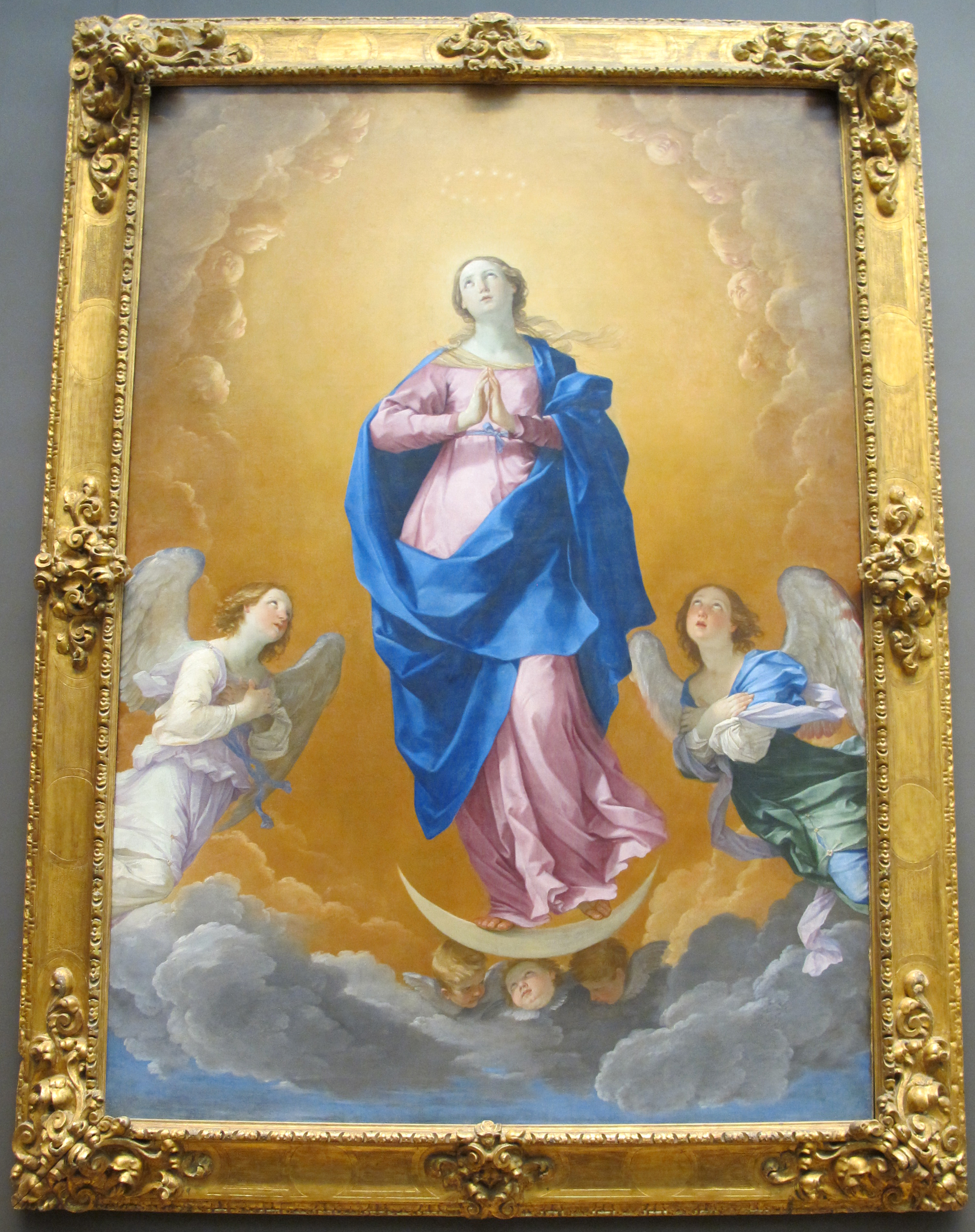
Guido Reni, Immacolata Concezione, 1627.

### Non religioso

#### Bandiere

La Bandiera dell'Europa con un cerchio di stelle che rappresenta l'unità europea
Bandiera dell'Unione Paneuropea (le stelle sono state aggiunte dopo la creazione della Bandiera d'Europa)
Bandiera del funzionario dei servizi esteri degli Stati Uniti
La bandiera di Betsy Ross (prima versione della bandiera degli Stati Uniti) (  bandiera. URL consultato il 23 novembre 2020 (archiviato dall'url originale il 20 febbraio 2009). )
Bandiera della Bandiera navale degli Stati Confederati d'America, 1861-1863
Bandiera degli Stati Confederati d'America, 1861-1863
Bandiera del Missouri
Bandiera del Rhode Island
Bandiera della Georgia
Commissione centrale per la navigazione sul Reno
Bandiera del Myanmar, Birmania, 1974-2010
Stati Uniti Yacht Ensign
Bandiera delle Isole Cook
Bandiera di Capo Verde
Bandiera dell'Indiana
Bandiera della Louisiana (gennaio 1861, non ufficiale)
Bandiera della regione di Los Ríos, Cile

#### Sigilli

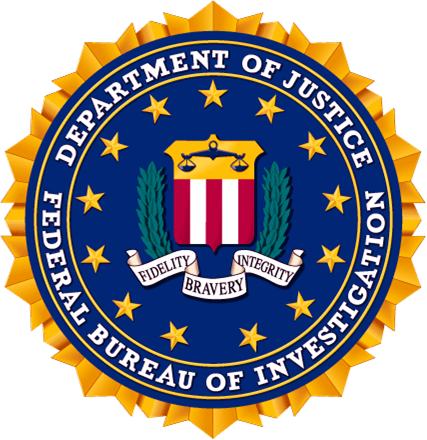
Il sigillo dell'FBI, in cui il cerchio di stelle rappresenta l'unità di 13 stati originali.
Sigillo del Presidente degli Stati Uniti
Stemma del Brasile
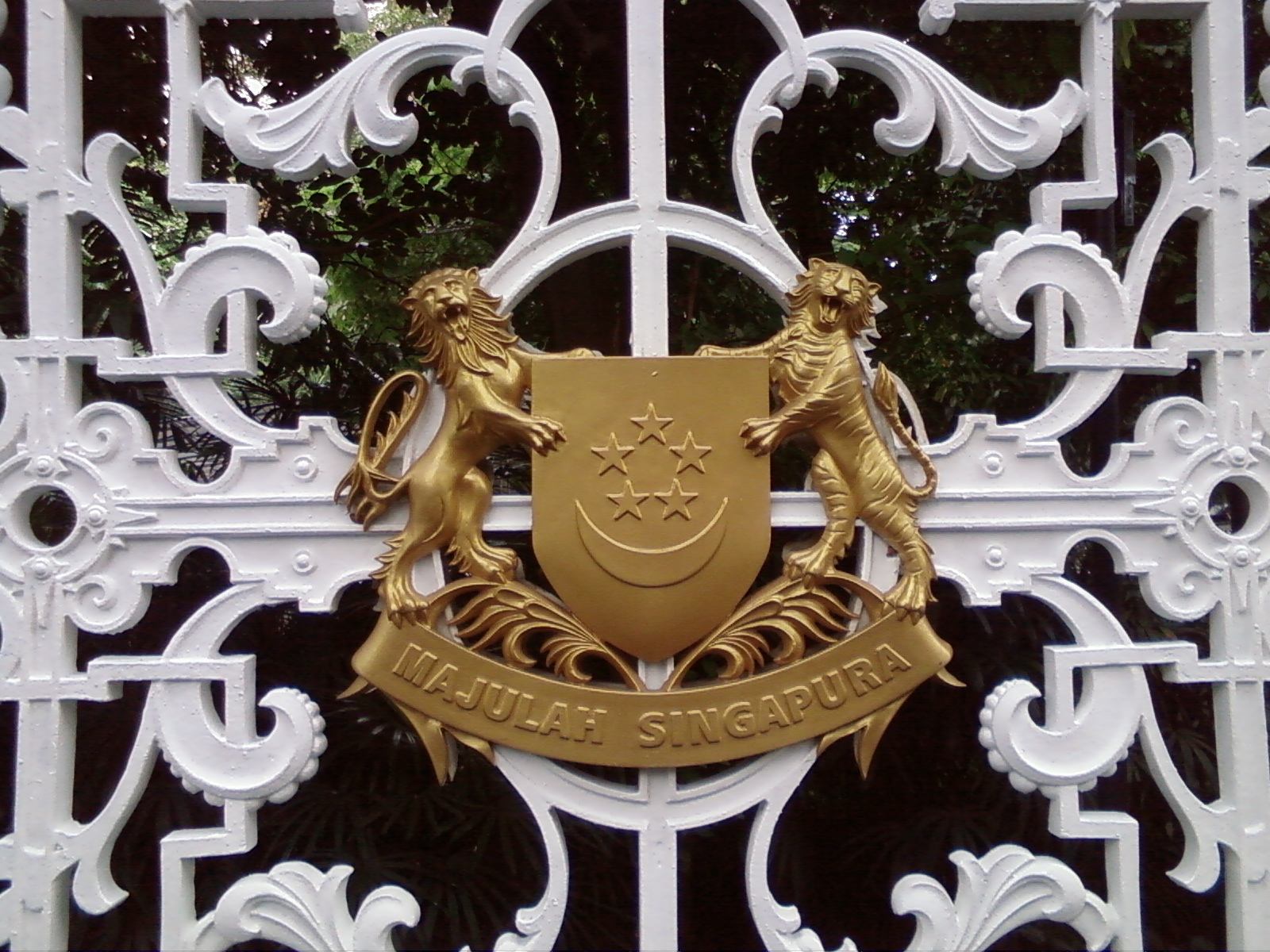
Stemma di Singapore
Sigillo dell'aeronautica degli Stati Uniti